# Bajrayogini
Bajrayogini (nep. बज्रयोगिनी) – gaun wikas samiti w środkowej części Nepalu w strefie Bagmati w dystrykcie Katmandu. Według nepalskiego spisu powszechnego z 2001 roku liczył on 717 gospodarstw domowych i 3880 mieszkańców (1930 kobiet i 1950 mężczyzn).